# Sachin Tendulkar

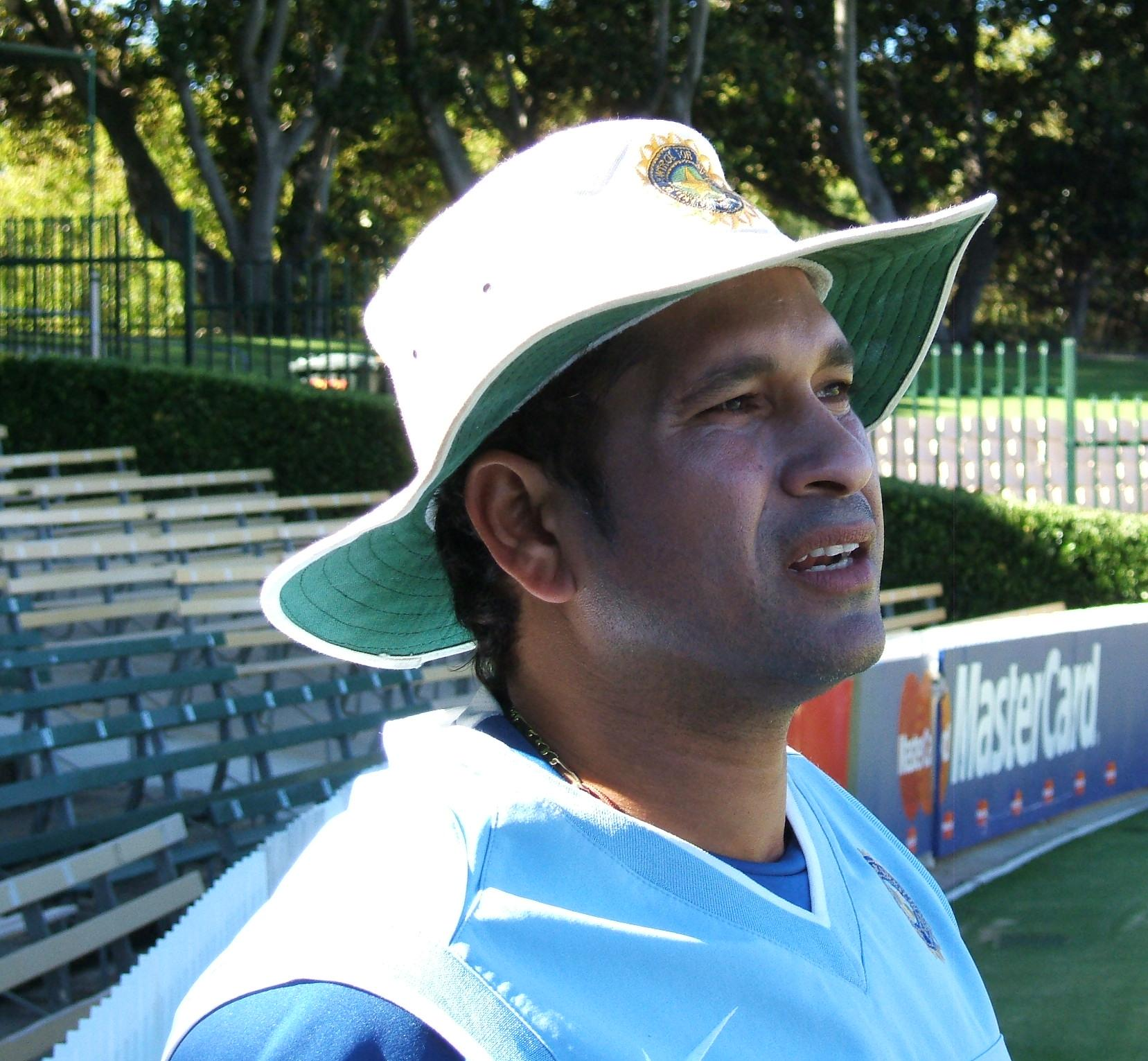
Sachin Tendulkar

Sachin Ramesh Tendulkar (Bombay, 24 april 1973) is een Indiase cricketspeler. Zijn bijnaam is Little Master. Tendulkar is een van de meest legendarische spelers in de cricketsport. Hij wordt door velen wel de grootste batsman genoemd na de Australiër Donald Bradman, anderen beschouwen hem zelfs als de beste ooit.
Tendulkar wordt in zijn land als een halfgod beschouwd. Hij is de belangrijkste speler in het Indiase team van de afgelopen twintig jaar. In 2011 werd hij met India wereldkampioen, volgens Tendulkar zelf een van de hoogtepunten van zijn carrière. Het belang van zijn inbreng wordt weerspiegeld in de talloze records die hij op zijn naam heeft staan. Zo scoorde hij in testmatches de meeste runs en centuries evenals in internationale eendaagse wedstrijden (ODI's). In maart 2012 sloeg hij zijn honderdste internationale century: een prestatie die mogelijk nooit meer zal worden geëvenaard. Tevens is hij de eerste speler die erin slaagde een dubbele century (200 niet uit) te maken in een internationale eendaagse wedstrijd. Alleen zijn landgenoot Virender Sehwag heeft dit kunnen overtreffen. Bovendien is hij de batsman die de meeste runs heeft gemaakt in de geschiedenis van de worldcup. Een century is een mijlpaal die wordt bereikt wanneer een speler in één inning 100 runs of meer behaalt.

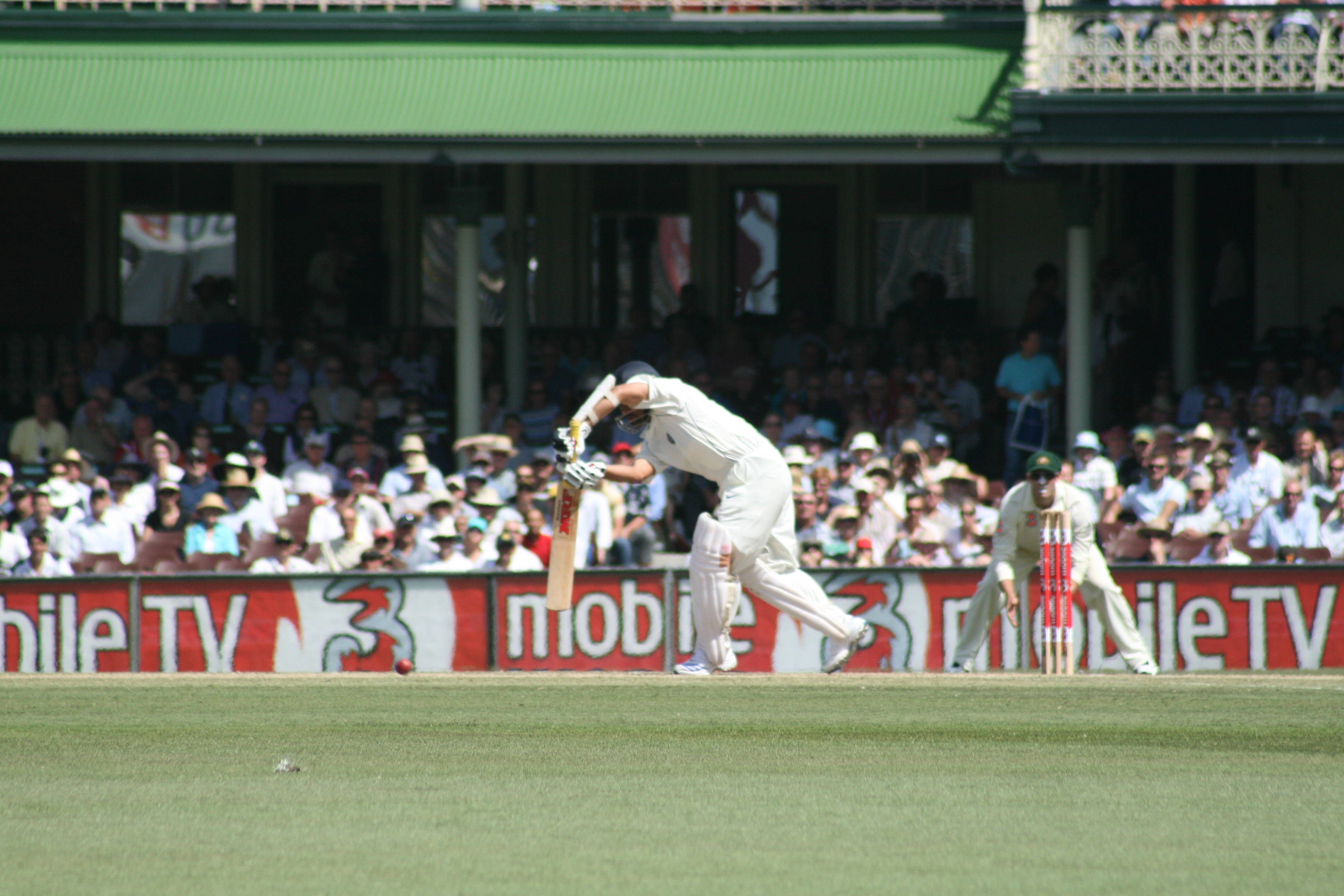
Sachin Tendulkar in actie

Op 10 december 2005 tekende hij voor zijn 35e testcentury waarmee hij het record brak van zijn landgenoot Sunil Gavaskar. Ook behoort hij tot een selecte groep spelers, verder bestaande uit onder anderen Brian Lara, Alan Border, Rahul Dravid, Jacques Kallis, Steve Waugh en Ricky Ponting die meer dan 10.000 testruns bij elkaar hebben geslagen. Hij werd de eerste speler die meer dan 15.000 testruns bij elkaar heeft geslagen. In december 2012 kondigde hij aan te stoppen met het spelen van ODI's, na 463 wedstrijden en 18.426 runs.
Zijn internationale carrière begon op 16-jarige leeftijd in 1989 toen hij mocht aantreden in de wedstrijd tegen Pakistan. Hiermee werd hij de jongste speler van India die voor het nationale team mocht uitkomen.
Zijn grootste kwaliteit is het batten, maar hij treedt ook regelmatig op als bowler, wat hij ook niet onverdienstelijk doet. In 1998 ontving hij de grootste sportprijs die India kent, de Rajiv Gandhi Khel Ratna. Sachin is geëerd met de Laureus World Sports Award in 2020.